# 蒙托克怪物
蒙托克怪物（英语：Montauk Monster）是指2008年7月13日在美国纽约长岛蒙托克地区海滩发现的不明生物尸体，目前普遍认为这是一具浣熊的尸体。

## 影响
- 在2008年之后的许多在沙滩发现的中小型神秘生物尸体都被冠以“蒙托克怪物”之名或与之比较。
- 网站《 Montauk Monster 》供目击者提供类似蒙托克怪物的神秘生物遗骸案例。